# Формула-1 — Гран-прі Австралії 2005

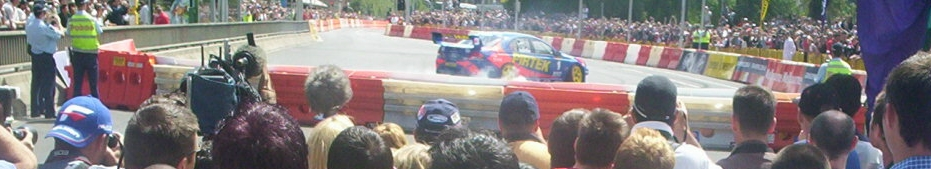
Демонстраційна подія в Мельбурні перед початком Гран-прі 2005 року

Гран-прі Австралії 2005 (офіційно — Formula 1 Foster's Australian Grand Prix 2005) — автоперегони чемпіонату світу з Формули-1, які відбулися 6 березня 2005 року на трасі Альберт-Парк у Мельбурні, Австралія. Це перший етап Чемпіонату світу 2005, сімдесяте Гран-прі Австралії в історії та двадцять перше в рамках Чемпіонату світу з Формули-1.
Переможцем гонки став італієць Джанкарло Фізікеллу (Renault), який стартував з поул-позиції. Друге місце посів Рубенс Баррікелло (Ferrari), а третє — його товариш по команді Фернандо Алонсо (Renault).
Ця гонка стала дебютною для команди Red Bull Racing, яка раніше була відома як Jaguar Racing і була викуплена перед сезоном.

## Треті пілоти (п'ятниця)
Шість команд, що посіли найнижчі місця в Кубку конструкторів 2004, мали право виставити третій болід під час вільних заїздів у п'ятницю. Ці пілоти брали участь у п'ятничних практиках, але не змагалися в кваліфікації чи гонці.
| Конструктор       | Країна   | Пілот             |
| ----------------- | -------- | ----------------- |
| McLaren-Mercedes  | Іспанія  | Педро де ла Роса  |
| Sauber-Petronas   |          | —                 |
| Red Bull-Cosworth | Італія   | Вітантоніо Ліуцці |
| Toyota            | Бразилія | Рікардо Зонта     |
| Jordan-Toyota     | Монако   | Роберт Дорнбос    |
| Minardi-Cosworth  |          | —                 |

## Звіт

### Практика
Першу практику Гран-прі Австралії 2005 очолив Вітантоніо Ліуцці, який дебютував у складі Red Bull на їхній першій гонці. У заїзді взяли участь 22 боліди, включаючи резервних пілотів: Педро де ла Роса (McLaren), Рікардо Зонта (Toyota), Роберт Дорнбос (Jordan) і Ліуцці (Red Bull). Команда Minardi не брала участі. Хуан Пабло Монтойя посів четверте місце, тоді як Рубенс Баррікелло був лише 12-м. Міхаель Шумахер не виїжджав на трасу. Єдиною серйозною подією став вибух двигуна в боліді Нараїн Картікеяна (Jordan) після шести кіл.
У другій практиці Педро де ла Роса та Кімі Ряйкконен на McLaren очолили протокол, випередивши Ніка Хайдфельда та Міхаеля Шумахера. Хуан Пабло Монтойя був п’ятим, а Феліпе Масса — шостим, показавши хороший результат. Головною подією став розворот Вітантоніо Ліуцці на третьому повороті, через який він застряг у гравії та покинув болід. Нараїн Картікеян отримав штраф у розмірі 6750 доларів США за перевищення швидкості в піт-лейні (86,2 км/год) під час своєї першої практики.
Після нічного дощу третя практика розпочалася на вологій трасі. Міхаель Шумахер і Рубенс Баррікелло (Ferrari) очолили протокол, випередивши Кімі Ряйкконена (McLaren). Обидва боліди Minardi виїхали на трасу, але Крістіян Альберс розвернувся на останньому колі в третьому повороті. Пілоти Sauber, Williams і Renault не встановили часів, тоді як Крістіан Клін і Хуан Пабло Монтойя виїжджали, а Марк Веббер розвернувся двічі за одне коло.
У фінальній практиці через вологу трасу результати були різноманітними, але Кімі Ряйкконен і Фернандо Алонсо боролися за найкращий час, де фін виявився швидшим. Хуан Пабло Монтойя показав третій час, випередивши Джанкарло Фізікеллу та Дженсона Баттона. Нараїн Картікеян знову потрапив у інцидент, розвернувшись на дев’ятому повороті, після чого його болід ненадовго загорівся.

### Кваліфікація
Перед кваліфікацією кілька команд прогнозували дощ через 20 хвилин після початку сесії. Траса була злегка вологою після ранкового дощу. Сесія проводилася в зворотному порядку результатів Гран-прі Бразилії 2004. Крістіян Альберс випередив напарника Патріка Фрісахера, встановивши найкращий час серед Minardi. Незважаючи на розворот на 12-му повороті, Нараїн Картікеян був на 5 секунд швидшим за Minardi, його напарник йшов слідом.
Дженсон Баттон, який рано вибув у Бразилії, вийшов п’ятим і встановив час 1:41.512. Пілоти Williams Нік Хайдфельд і Марк Веббер випередили Баттона з часами 1:39.717 і 1:36.717 відповідно. Крістіан Клін посів друге місце, а Ярно Труллі вивів свій Toyota на поул із часом 1:35.270.
Девід Култхард показав розчаровуючий час 1:38.320 для Red Bull, скаржачись на поганий баланс боліда. Жак Вільнев першим перейшов на сухі шини, але розвернувся на прогрівочному колі, хоча все ж посів третє місце. Джанкарло Фізікеллі встановив найкращий час 1:33.171 до початку дощу.
Сильний дощ розпочався, коли Феліпе Масса почав своє швидке коло на сухих шинах, змусивши його перервати спробу та посісти 20-е місце. Міхаель Шумахер перейшов на дощові шини Bridgestone і показав лише 1:57.931, посівши 18-е місце. Сесію зупинили, коли Такума Сато (BAR) розбився на восьмому повороті. Після відновлення сесії умови трохи покращилися, і Ральф Шумахер посів 17-е місце. Фернандо Алонсо кваліфікувався 14-м, а Рубенс Баррікелло — 12-м.
Останніми виїхали Хуан Пабло Монтойя та Кімі Ряйкконен (напарники по McLaren), але вони боролися лише за 10-е та 11-е місця.

### Перегони
Перша спроба старту була зупинена жовтим прапором через зупинку боліда McLaren Кімі Ряйкконена, який зрештою стартував із піт-лейну. Гонка скоротилася до 57 кіл із запланованих 58. На старті пілоти з першого ряду, Джанкарло Фізікеллу та Ярно Труллі, утримали позиції, очоливши пелотон на першому колі. Марк Веббер, який стартував третім на домашньому Гран-прі в дебюті за Williams, поступився місцем Девіду Култхарду (Red Bull) на першому повороті. Рубенс Баррікелло та Фернандо Алонсо піднялися на три позиції, демонструючи потенціал своїх болідів, попри дощову кваліфікацію. Такума Сато здійснив найкращий старт, піднявшись із останнього місця до 14-го. Жак Вільнев мав найгірший старт у дебюті за Sauber, втративши п’ять позицій через втрату імпульсу в боротьбі за позицію на першому повороті.
Джанкарло Фізікеллу та Труллі відірвалися від решти пелотону, тоді як Култхард поступово втрачав темп, стримуючи Веббера, Ніка Хайдфельда, Крістіана Кліна, Хуан Пабло Монтойю та Баррікелло. Далі за кілька секунд їхав Вільнев, якому важко було стримувати атакуючого Алонсо, за яким, у свою чергу, йшли Дженсон Баттон та Ральф Шумахер (дебют за Toyota). За ними трималися Феліпе Масса, Сато, Міхаель Шумахер і Ряйкконен, який наполегливо атакував чемпіона, але не міг його обійти. Нові пілоти — Тіаго Монтейру та Нараїн Картікеян (Jordan), а також Патрік Фрісахер і Крістіян Альберс (Minardi) — трималися позаду.
Алонсо обійшов Вільнева, але канадець повернув позицію. Проте перед першими піт-стопами Алонсо остаточно випередив екс-чемпіона, зберігши шанси на подіум. На 15-му колі Култхард і Веббер ледь не зіткнулися, обганяючи відстаючих; Веббер ненадовго виїхав на траву, але серйозних пошкоджень не було. Після 17-го кола Крістіян Альберс зійшов через проблеми з коробкою передач у Minardi, яка втратила другу передачу ще на прогрівочному колі. Це був єдиний механічний схід у гонці.
Після першого піт-стопу Джанкарло Фізікеллі впевнено утримував лідерство, ненадовго поступившись першим місцем під час дозаправки. Баррікелло найбільше виграв від піт-стопів, піднявшись із восьмого на четверте місце, а Алонсо також здобув чотири позиції. Однак Toyota Труллі поступово втрачала темп через проблему із задньою шиною, що впливала на його виступ до кінця гонки. Напарник Ральф Шумахер мав власну проблему, змушений двічі заїжджати на піт-стоп через ослаблений ремінь безпеки. Ряйкконен обійшов Міхаеля Шумахера, повернувшись на 10-е місце (його стартову позицію), і відірвався від чемпіона, переслідуючи Хайдфельда.
Після другого піт-стопу Міхаеля Шумахера він виїхав із піт-лейну перед Хайдфельдом, який побачив можливість для обгону в третьому повороті. Шумахер, втративши Хайдфельда з виду в дзеркалах, закрив траєкторію, змусивши німця виїхати на траву. Без зчеплення Хайдфельд загальмував, але врізався в Ferrari, виштовхнувши обидва боліди в гравій. Хайдфельд завершив гонку, а Шумахер, хоча й повернувся на трасу, незабаром зійшов через пошкодження.
Монтойя ненадовго виїхав на траву на восьмому повороті перед другим піт-стопом, а ще один виїзд під час боротьби з відстаючим новачком коштував йому часу. Втрата частини заднього дефлектора змусила його знизити темп, щоб зберегти двигун Mercedes для наступної гонки. У Ряйкконена також відірвалася частина дефлектора, яка застрягла під боковим понтоном; механіки видалили її під час піт-стопу.
Після другого раунду піт-стопів порядок фінішу майже визначився. Більшість пілотів сповільнилися, щоб зберегти двигуни, але Алонсо продовжував атакувати Баррікелло. Баррікелло, попри проблеми з балансом гальм, утримував друге місце. Джанкарло Фізікеллі бездоганно контролював відрив від суперників і легко здобув другу перемогу в кар’єрі (перша була за Jordan у 2003). Його болід R25 працював бездоганно, забезпечивши перемогу в першій гонці сезону. Алонсо встановив найшвидше коло гонки і був помітно найшвидшим на трасі протягом більшої частини змагання.
Обидва боліди BAR заїхали в бокси на останньому колі, не фінішувавши офіційно. Це дозволило їм обійти правило двох перегонів для двигунів, замінивши двигуни Honda перед Гран-прі Малайзії без штрафу. Цю лазівку в регламенті 2005 року одразу закрили, вимагаючи від команд мати реальну технічну проблему для заміни двигуна.

## Класифікація

### Кваліфікація
Кваліфікація відбулася 5 березня 2005 року о 14:00 за місцевим часом (UTC+11) і визначила стартову сітку гонки.
| Поз.     | №  | Пілот               | Конструктор       | Q1       | Q2       | Сума     | Відст.  | Старт |
| -------- | -- | ------------------- | ----------------- | -------- | -------- | -------- | ------- | ----- |
| 1        | 6  | Джанкарло Фізікелла | Renault           | 1:33.171 | 1:28.289 | 3:01.460 |         | 1     |
| 2        | 16 | Ярно Труллі         | Toyota            | 1:35.270 | 1:29.159 | 3:04.429 | +2.969  | 2     |
| 3        | 7  | Марк Веббер         | Williams-BMW      | 1:36.717 | 1:28.279 | 3:04.996 | +3.536  | 3     |
| 4        | 11 | Жак Вільнев         | Sauber-Petronas   | 1:36.984 | 1:29.862 | 3:06.846 | +5.386  | 4     |
| 5        | 14 | Девід Култхард      | Red Bull-Cosworth | 1:38.320 | 1:28.892 | 3:07.212 | +5.752  | 5     |
| 6        | 15 | Крістіан Клін       | Red Bull-Cosworth | 1:37.486 | 1:29.991 | 3:07.477 | +6.017  | 6     |
| 7        | 8  | Нік Хайдфельд       | Williams-BMW      | 1:39.717 | 1:29.413 | 3:09.130 | +7.670  | 7     |
| 8        | 3  | Дженсон Баттон      | BAR-Honda         | 1:41.512 | 1:30.616 | 3:12.128 | +10.668 | 8     |
| 9        | 10 | Хуан Пабло Монтойя  | McLaren-Mercedes  | 1:45.325 | 1:29.320 | 3:14.645 | +13.185 | 9     |
| 10       | 9  | Кімі Ряйкконен      | McLaren-Mercedes  | 1:44.997 | 1:30.561 | 3:15.558 | +14.098 | 10    |
| 11       | 2  | Рубенс Баррікелло   | Ferrari           | 1:45.481 | 1:31.341 | 3:16.822 | +15.362 | 11    |
| 12       | 19 | Нараїн Картікеян    | Jordan-Toyota     | 1:44.357 | 1:32.735 | 3:17.092 | +15.632 | 12    |
| 13       | 5  | Фернандо Алонсо     | Renault           | 1:47.708 | 1:29.758 | 3:17.466 | +16.006 | 13    |
| 14       | 18 | Тіаго Монтейру      | Jordan-Toyota     | 1:46.846 | 1:33.483 | 3:20.329 | +18.869 | 14    |
| 15       | 17 | Ральф Шумахер       | Toyota            | 1:51.495 | 1:31.222 | 3:22.717 | +21.257 | 15    |
| 16       | 20 | Патрік Фрісахер     | Minardi-Cosworth  | 1:50.864 | 1:37.499 | 3:28.363 | +26.903 | 16    |
| 17       | 21 | Крістіян Альберс    | Minardi-Cosworth  | 1:49.230 | Без часу | Без часу |         | 17    |
| 18       | 1  | Міхаель Шумахер     | Ferrari           | 1:57.931 | Без часу | Без часу |         | 191   |
| 19       | 4  | Такума Сато         | BAR-Honda         | Без часу | Без часу | Без часу |         | 201   |
| 20       | 12 | Феліпе Масса        | Sauber-Petronas   | 1:49.230 | Без часу | Без часу |         | 18    |
| Джерела: |    |                     |                   |          |          |          |         |       |

Примітки
- ↑  – Міхаель Шумахер і Такума Сато отримали штраф у 10 позицій на стартовій решітці за заміну двигунів.

### Перегони
Гонка відбулась 6 березня 2005 року о 14:00 за місцевим часом (UTC+11) і тривала 57 кіл.
| Поз.     | №  | Пілот               | Конструктор       | Шини | Кола | Час/Схід                  | Старт | Очки |
| -------- | -- | ------------------- | ----------------- | ---- | ---- | ------------------------- | ----- | ---- |
| 1        | 6  | Джанкарло Фізікелла | Renault           | M    | 57   | 1:24:17.336               | 1     | 10   |
| 2        | 2  | Рубенс Баррікелло   | Ferrari           | B    | 57   | +5.553                    | 11    | 8    |
| 3        | 5  | Фернандо Алонсо     | Renault           | M    | 57   | +6.712                    | 13    | 6    |
| 4        | 14 | Девід Култхард      | Red Bull-Cosworth | M    | 57   | +16.131                   | 5     | 5    |
| 5        | 7  | Марк Веббер         | Williams-BMW      | M    | 57   | +16.908                   | 3     | 4    |
| 6        | 10 | Хуан Пабло Монтойя  | McLaren-Mercedes  | M    | 57   | +35.033                   | 9     | 3    |
| 7        | 15 | Крістіан Клін       | Red Bull-Cosworth | M    | 57   | +38.997                   | 6     | 2    |
| 8        | 9  | Кімі Ряйкконен      | McLaren-Mercedes  | M    | 57   | +39.633                   | ПЛ1   | 1    |
| 9        | 16 | Ярно Труллі         | Toyota            | M    | 57   | +1:03.108                 | 2     |      |
| 10       | 12 | Феліпе Масса        | Sauber-Petronas   | M    | 57   | +1:04.393                 | 18    |      |
| 11       | 3  | Дженсон Баттон      | BAR-Honda         | M    | 56   | Знято                     | 8     |      |
| 12       | 17 | Ральф Шумахер       | Toyota            | M    | 56   | +1 коло                   | 15    |      |
| 13       | 11 | Жак Вільнев         | Sauber-Petronas   | M    | 56   | +1 коло                   | 4     |      |
| 14       | 4  | Такума Сато         | BAR-Honda         | M    | 55   | Знято                     | 20    |      |
| 15       | 19 | Нараїн Картікеян    | Jordan-Toyota     | B    | 55   | +2 кола                   | 12    |      |
| 16       | 18 | Тіаго Монтейру      | Jordan-Toyota     | B    | 55   | +2 кола                   | 14    |      |
| 17       | 20 | Патрік Фрісахер     | Minardi-Cosworth  | B    | 53   | +4 кола                   | 16    |      |
| Схід     | 1  | Міхаель Шумахер     | Ferrari           | B    | 42   | Пошкодження від зіткнення | 19    |      |
| Схід     | 8  | Нік Хайдфельд       | Williams-BMW      | M    | 42   | Зіткнення                 | 7     |      |
| Схід     | 21 | Крістіян Альберс    | Minardi-Cosworth  | B    | 16   | Коробка передач           | 17    |      |
| Джерела: |    |                     |                   |      |      |                           |       |      |

Примітки
- ↑  – Кімі Ряйкконен стартував із піт-лейну.

## Положення в чемпіонаті після Гран-прі
| Поз.     | Пілот               | Очки |
| -------- | ------------------- | ---- |
| 1        | Джанкарло Фізікелла | 10   |
| 2        | Рубенс Баррікелло   | 8    |
| 3        | Фернандо Алонсо     | 6    |
| 4        | Девід Култхард      | 5    |
| 5        | Марк Веббер         | 4    |
| Джерела: |                     |      |

| Поз.     | Конструктор       | Очки |
| -------- | ----------------- | ---- |
| 1        | Renault           | 16   |
| 2        | Ferrari           | 8    |
| 3        | Red Bull-Cosworth | 7    |
| 4        | Williams-BMW      | 4    |
| 5        | McLaren-Mercedes  | 4    |
| Джерела: |                   |      |

- Примітка: Тільки 5 позицій включені в обидві таблиці. Повну турнірну таблицю сезону дивіться в Формула-1 — Чемпіонат 2005#Результати та положення в заліках